# Пененжно (гміна)
Гміна Пененжно (пол. Gmina Pieniężno) — місько-сільська гміна у північній Польщі. Належить до Браневського повіту Вармінсько-Мазурського воєводства.
Станом на 31 грудня 2011 у гміні проживало 6720 осіб.

## Територія
Згідно з даними за 2007 рік площа гміни становила 241.43 км², у тому числі:
- орні землі: 68.00%
- ліси: 20.00%

Таким чином, площа гміни становить 20.04% площі повіту.

## Населення
Станом на 31 грудня 2011:
| Опис     | Загалом | Загалом | Чоловіки | Чоловіки | Жінки | Жінки |
| -------- | ------- | ------- | -------- | -------- | ----- | ----- |
| одиниця  | осіб    | %       | осіб     | %        | осіб  | %     |
| все      | 6720    | 100     | 3488     | 51.90    | 3232  | 48.10 |
| міське   | 2970    | 100     | 1425     | 47.98    | 1545  | 52.02 |
| сільське | 3750    | 100     | 2063     | 55.01    | 1687  | 44.99 |

## Сусідні гміни
Гміна Пененжно межує з такими гмінами: Бранево, Ґурово-Ілавецьке, Лельково, Лідзбарк-Вармінський, Орнета, Плоскіня.